# Mimabryna nicobarica
Mimabryna nicobarica är en skalbaggsart som beskrevs av Stefan von Breuning 1938. Mimabryna nicobarica ingår i släktet Mimabryna och familjen långhorningar. Inga underarter finns listade i Catalogue of Life.